# 奚仲三
天鵝座θ，又名BD+49 3062，HD 185395、SAO 31815、HR 7469，是天鵝座的一颗双星，视星等为4.48，位于銀經82.66，銀緯13.85，其B1900.0坐标为赤經19h 33m 45.5s，赤緯+49° 13.85′ 22″。